# Calendarul roman
Expresia calendarul roman desemnează mulțimea calendarelor utilizate de către romani până la crearea calendarului iulian, în 45 î.Hr. Anii sunt exprimați în ani AUC (ab Urbe condita), socotiți începând de la fondarea Romei, în 753 î.Hr.
Romanii au utilizat trei calendare:
- Mai întâi, calendarul zis romulean, atribuit lui Romulus, cofondator și primul din regii Romei;
- Apoi, calendarul zis pompilian, atribuit lui Numa Pompilius[1], al doilea rege al Romei;
- În sfârșit, calendarul iulian, rezultat din reformele introduse de Iulius Caesar.

Ar fi, potrivit tradiției raportate, între alții, de Ovidiu în Fasti, invenția lui Romulus, fondator al Romei prin 753 î.Hr. Se pare totuși că aceste calendar a fost fondat pe calendarul grec, lunar, sau pe calendarul etrusc.

## Descriere generală

### Anii
Vechii romani luau ca dată-origine anul fondării Romei (Ab urbe condita) situată la 21 aprilie din anul 753 î.Hr., după cum scrie Titus Livius. Ei utilizau în continuare alte date-origine (înlăturarea regilor, fondarea Republicii Romane, numele a doi consuli în exercițiu potrivit fastelor consulare).

### Lunile
Calendarul romulean număra zece luni de câte 30 de zile (lună incompletă) fie 31 de zile (lună plină), ceea ce dădea un an de 304 zile (adică 38 x 8 zile), care începea în luna martie și se termina în luna decembrie (în latină, decem: „zece”).
Calendarul pompilian este fructul unei reforme a calendarului precedent căruia i s-au adăugat 50 de zile. Cele 354 (sau 355) de zile din an, au fost atunci repartizate în douăsprezece luni, cu crearea lunilor care au primit numele de ianuarie și februarie, plasate după decembrie. Cu excepția lui februarie, lunile nu aveau atunci decât numere impare de zile, întrucât numerele pare erau considerate nefaste. Pe un ciclu de opt ani, se adăugau, la fiecare doi ani, o a 13-a lună, zisă « intercalară », botezată mercedonius care număra 22 sau 23 de zile. Aceasta era intercalată alternativ după 23 sau 24 februarie, ceea ce făcea anul de 377 sau 378 de zile.
Reforma iuliană va face ordine dând calendarul iulian, care avea douăsprezece luni de câte 30 sau 31 de zile (cu excepția totuși a lunii februarie care număra 28 sau 29 de zile).

### Calende, ide și none
Noțiunea de săptămână neapărând decât în secolul al IV-lea (după legalizarea creștinismului), romanii divizau luna în trei perioade de durată inegală: calendele, idele și nonele.

### Zilele
Zilele sunt numărate invers. Intervalul de zile între două evenimente se efectuează în conformitate cu un comput inclusiv.

#### Zilele faste și nefaste
Romanii numeau zile faste (în latină dies fasti, „zile în care este permis să se țină judecăți”, derivat din latină fas, „ceea ce este hotărât de zei”, „ceea ce este legiuit”, „ceea ce este permis de legile divine”) zile în care era permis să se participe la problemele publice și private, și zile nefaste (în latină dies nefasti, „zile în care treburile publice (judecăți, adunări publice) erau interzise”, „de rău augur”: zile de sărbătoare, ziua morților, aniversări facțioase etc.). Pontifii disting zilele de sărbătoare stative, fixe (sărbători care revin, în fiecare an, în aceeași zi) de zilele de sărbătoare indictive sau mobile (sărbători uzuale (în latină conceptivae) sau excepționale (în latină imperativae.)